# Eppeldorf
Eppeldorf (en luxembourgeois : Eppelduerf ) est un village et une section de la commune luxembourgeoise de la Vallée de l'Ernz située dans le canton de Diekirch.

## Géographie
Eppeldorf est un petit village peuplé de quelques centaines d'habitants situé entre les localités de Bettendorf et Beaufort. Le village atteint une altitude moyenne de 280 m. Le point culminant se trouve au Tinnes à 411 m et le point le moins élevé se situe à 220 m au niveau de l'Ernz Blanche.
Les deux cours d'eau Kriibsebaach et Méideschbaach prennent leur source sur le territoire de la localité.
En ce qui concerne les voies de communication, la localité est reliée au réseau national par le CR 357 qui traverse Eppeldorf d'ouest en est, de Bettendorf à Beaufort.

## Histoire
Jusqu'au 1er janvier 2012, Eppeldorf faisait partie de la commune d'Ermsdorf qui est dissoute lors de la création de la commune de la Vallée de l'Ernz.

## Culture locale et patrimoine

### Lieux et monuments
Église de Saint-Lambert
Depuis un arrêté ministériel du 21 octobre 1968, l'église est inscrite dans la liste des immeubles et objets classés de la commune de la Vallée de l'Ernz  sous le numéro « 67/2533 ». En d'autres termes, l'église est un monument national classé. 

### Personnalités liées à la localité
- Mathias Thinnes (lb) (1913-1997), auteur, professeur et directeur d'école y est né.
- Jean Trausch (1918-1964), missionnaire assassiné au Congo-Kinshasa, curé de Ponthierville y est né.
- Joseph Groben (lb) (1935-), auteur et professeur de lettres y est né.